# Йожиков-Бабаханов Євген Георгійович
Євген Георгійович Йожиков-Бабаханов (12 травня 1942, місто Саратов, тепер Російська Федерація — 12 серпня 2023, місто Алмати, Казахстан) — радянський і казахський діяч, 1-й секретар Джезказганського обласного комітету КП Казахстану, заступник прем'єр-міністра Республіки Казахстан. Член Центральної контрольної комісії КПРС і член президії ЦКК КПРС у 1990—1991 роках. Депутат Верховної ради Казахської РСР 10—11-го скликань. Народний депутат СРСР (1989—1991).

## Життєпис
Народився в родині залізничника. Трудову діяльність розпочав у 1959 році робітником-термістом заводу «Львівсільмаш».
З 1962 року — на комсомольській роботі у Львові.
У 1965 році закінчив Львівський політехнічний інститут за спеціальністю «інженер-електрик»
Член КПРС з 1965 року.
У 1965—1966 роках — інструктор Львівського обласного комітету ЛКСМУ.
У 1966—1967 роках — заступник командира Центрального штабу студентських будівельних загонів при ЦК ВЛКСМ.
У 1967—1969 роках — командир Казахського студентського будівельного загону.
У 1969—1971 роках — старший референт Управління справами Ради міністрів Казахської РСР.
У 1971—1974 роках — інструктор ЦК КП Казахстану.
У 1974—1978 роках — заступник міністра монтажних та спеціальних будівельних робіт Казахської РСР.
У 1978 році закінчив Всесоюзний заочний інженерно-будівельний інститут за спеціальністю «інженер-економіст».
У 1978—1982 роках — заступник завідувача, в 1982—1985 роках — завідувач відділу будівництва і міського господарства ЦК КП Казахстану.
У 1981 році закінчив Академію народного господарства при Раді міністрів СРСР.
У 1985—1988 роках — міністр монтажних та спеціальних будівельних робіт Казахської РСР.
23 січня 1988 — 29 грудня 1990 року — 1-й секретар Джезказганського обласного комітету КП Казахстану.
Одночасно в березні — грудні 1990 року — голова Джезказганської обласної ради народних депутатів.
З грудня 1990 по червень 1991 року — державний радник президента Казахської РСР з питань будівництва, науки і регіонального розвитку.
З червня по грудень 1991 року виконував обов'язки 1-го заступника прем'єр-міністра Республіки Казахстан.
16 грудня 1991 — 6 лютого 1992 року — 1-й заступник прем'єр-міністра Республіки Казахстан.
6 лютого 1992 — 18 січня 1993 року — заступник прем'єр-міністра Республіки Казахстан.
У січні — листопаді 1993 року — голова Головної контрольної інспекції при Президентові Республіки Казахстан.
У 1993—1995 роках — президент акціонерної холдингової компанії «Монтажспецбуд» Республіки Казахстан. У 1995—1999 роках — президент і голова ради директорів акціонерного товариства «Компанія «Монтажспецбуд» Республіки Казахстан.
З квітня 1999 року — член ради директорів акціонерного товариства «Імстальком» Республіки Казахстан.
У 2003—2005 роках — голова ради директорів акціонерного товариства «Науриз Банк Казахстана» Республіки Казахстан.
З травня 2005 року — член ради директорів акціонерного товариства «СК Сентрас Іншуранс» Республіки Казахстан.
Помер 12 серпня 2023 року в місті Алмати.

## Звання
- полковник

## Нагороди і звання
- орден Трудового Червоного Прапора
- орден Барса ІІІ ст. (Казахстан) (2.12.2021)
- орден Курмет (Казахстан) (2001)
- медалі
- Почесний будівельник Казахстану
- Почесні грамоти Верховної ради Казахської РСР